# Venas cerebrales inferiores
Las venas cerebrales inferiores (TA: venae inferiores cerebri) son venas superficiales, más bien grandes, que se ramifican sobre la base de la superficie inferoexterna del cerebro. Las que se encuentran sobre la superficie inferior del lóbulo frontal drenan en el seno sagital inferior y en el seno carvernoso; las del lóbulo temporal lo hacen en el seno petroso superior y en el seno transverso; por último, las del lóbulo occipital lo hacen en el seno recto. Drenan la superficie inferior de los hemisferios.
Las de la superficie orbital del lóbulo frontal se unen a las venas cerebrales superiores[cita requerida] por medio de las cuales se vacían en el seno sagital superior. Las del lóbulo temporal se anastomosan con las venas cerebrales medias y la vena basilar, y se unen al seno cavernoso, el seno esfenoparietal y el seno petroso superior.[cita requerida]